# Deux sans barreur féminin aux Jeux olympiques d'été de 2012
Navigation
Pékin 2008 Rio de Janeiro 2016
L'épreuve féminine du deux sans barreur des Jeux olympiques d'été 2012 de Londres se déroule sur le Dorney Lake du 28 juillet au 1er août 2012.

## Horaires
Les temps sont donnés en Western European Summer Time (UTC+1)
| Date                   | Temps   | Série          |
| ---------------------- | ------- | -------------- |
| Samedi 28 juillet 2012 | 9 h 30  | Qualifications |
| Lundi 30 juillet 2012  | 9 h 30  | Repêchages     |
| Mercredi 1er août 2012 | 10 h 10 | Finale B       |
| Mercredi 1er août 2012 | 11 h 50 | Finale A       |

## Médaillés
| Or                                            | Argent                            | Bronze                                        |
| Grande-Bretagne Helen Glover Heather Stanning | Australie Kate Hornsey Sarah Tait | Nouvelle-Zélande Juliette Haigh Rebecca Scown |

## Résultats

### Qualifications
Les deux premiers bateaux de chaque série se qualifient pour la finale A. Les autres équipages vont aux repêchages.

#### Série 1
| Rang | Athlètes                        | Pays            | Temps              | Notes     |
| ---- | ------------------------------- | --------------- | ------------------ | --------- |
| 1    | Helen Glover Heather Stanning   | Grande-Bretagne | 6 min 57 s 29 (MO) | Finale    |
| 2    | Sara Hendershot Sarah Zelenka   | États-Unis      | 6 min 59 s 29      | Finale    |
| 3    | Georgeta Damian Viorica Susanu  | Roumanie        | 7 min 05 s 39      | Repêchage |
| 4    | Kerstin Hartmann Marlene Sinnig | Allemagne       | 7 min 10 s 28      | Repêchage |
| 5    | Maria Laura Abalo Gabriela Best | Argentine       | 7 min 12 s 17      | Repêchage |

#### Série 2
| Rang | Athlètes                      | Pays             | Temps         | Notes     |
| ---- | ----------------------------- | ---------------- | ------------- | --------- |
| 1    | Kate Hornsey Sarah Tait       | Australie        | 7 min 01 s 60 | Finale    |
| 2    | Juliette Haigh Rebecca Scown  | Nouvelle-Zélande | 7 min 06 s 93 | Finale    |
| 3    | Zhang Yage Gao Yulan          | Chine            | 7 min 13 s 38 | Repêchage |
| 4    | Naydene Smith Lee-Ann Persse  | Afrique du Sud   | 7 min 14 s 31 | Repêchage |
| 5    | Claudia Wurzel Sara Bertolasi | Italie           | 7 min 21 s 44 | Repêchage |

### Repêchages
Les deux premiers se qualifient pour la finale.
| Rang | Athlètes                        | Pays           | Temps         | Notes |
| ---- | ------------------------------- | -------------- | ------------- | ----- |
| 1    | Georgeta Damian Viorica Susanu  | Roumanie       | 7 min 08 s 42 | Q     |
| 2    | Kerstin Hartmann Marlene Sinnig | Allemagne      | 7 min 10 s 42 | Q     |
| 3    | Zhang Yage Gao Yulan            | Chine          | 7 min 15 s 18 |       |
| 4    | Claudia Wurzel Sara Bertolasi   | Italie         | 7 min 18 s 14 |       |
| 5    | Naydene Smith Lee-Ann Persse    | Afrique du Sud | 7 min 18 s 96 |       |
| 6    | Maria Laura Abalo Gabriela Best | Argentine      | 7 min 20 s 94 |       |

### Finales

#### Finale B
| Rang | Athlètes                        | Pays           | Temps         | Notes |
| ---- | ------------------------------- | -------------- | ------------- | ----- |
| 1    | Zhang Yage Gao Yulan            | Chine          | 7 min 55 s 18 |       |
| 2    | Naydene Smith Lee-Ann Persse    | Afrique du Sud | 7 min 56 s 40 |       |
| 3    | Maria Laura Abalo Gabriela Best | Argentine      | 8 min 03 s 53 |       |
| 4    | Claudia Wurzel Sara Bertolasi   | Italie         | 8 min 06 s 14 |       |

#### Finale A
| Rang                                | Athlètes                        | Pays             | Temps         | Notes |
| ----------------------------------- | ------------------------------- | ---------------- | ------------- | ----- |
| Médaille d'or, Jeux olympiques      | Helen Glover Heather Stanning   | Grande-Bretagne  | 7 min 27 s 13 |       |
| Médaille d'argent, Jeux olympiques  | Kate Hornsey Sarah Tait         | Australie        | 7 min 29 s 86 |       |
| Médaille de bronze, Jeux olympiques | Juliette Haigh Rebecca Scown    | Nouvelle-Zélande | 7 min 30 s 19 |       |
| 4                                   | Sara Hendershot Sarah Zelenka   | États-Unis       | 7 min 30 s 39 |       |
| 5                                   | Georgeta Damian Viorica Susanu  | Roumanie         | 7 min 37 s 67 |       |
| 6                                   | Kerstin Hartmann Marlene Sinnig | Allemagne        | 7 min 42 s 06 |       |

## Sources
- Site officiel de Londres 2012
- (en) Site de la fédération internationale d'aviron
- (en) Programme des compétitions